# Wikipédia en vepse
Wikipédia en vepse (en vepse : Vepsän Vikipedii) est l'édition de Wikipédia en vepse, langue fennique parlée en république de Carélie en Russie. L'édition est lancée le 1er février 2012,,,. Son code est : vep.
Au 21 mars 2025, l'édition en vepse contient 7 000 articles et compte 17 066 contributeurs, dont 23 contributeurs actifs et 1 administrateur.

## Présentation

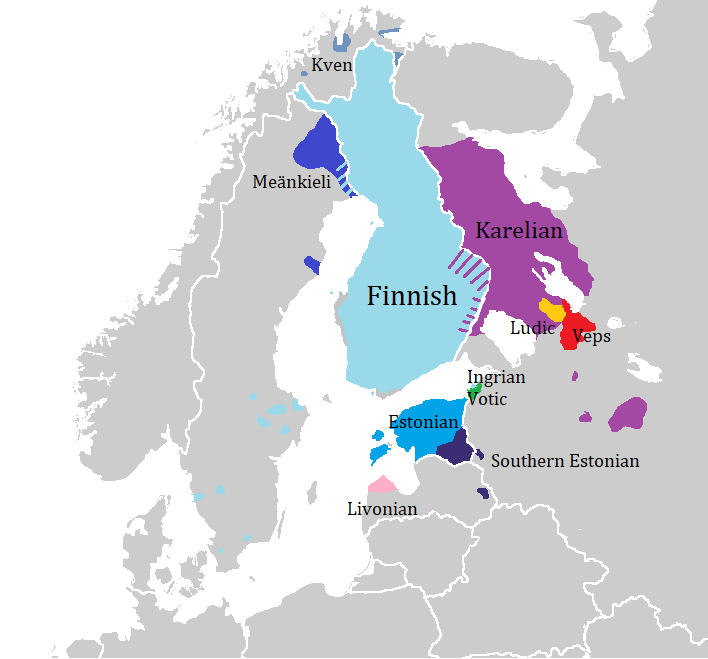
Aire de diffusion du vepse au sein des langues fenniques.
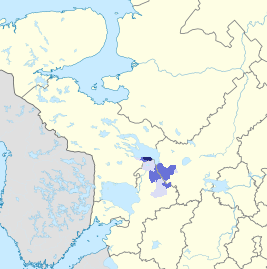
Aire de diffusion du vepse.

## Statistiques
- Le 10 mars 2015, l'édition en vepse compte 4 180 articles et 4 732 utilisateurs enregistrés[5], ce qui en fait la 165e[6] édition linguistique de Wikipédia par le nombre d'articles et la 232e[7] par le nombre d'utilisateurs enregistrés, parmi les 287 éditions linguistiques actives.
- Le 6 novembre 2022, elle contient 6 701 articles et compte 14 671 contributeurs, dont 27 contributeurs actifs et 1 administrateur.
- Le 30 septembre 2024, elle contient 6 985 articles et compte 16 604 contributeurs, dont 23 contributeurs actifs et 1 administrateur.